# Бретт Еванс
Брет Еванс (англ. Brett Evans, 8 березня 1982, Йоганнесбург) — колишній південноафриканський футболіст, лівий захисник. Протягом усієї кар'єри виступав за «Аякс» (Кейптаун) та збірну Південно-Африканської Республіки, у складі якої був учасником Кубка африканських націй 2008 року.